# ニコリ
株式会社ニコリ（Nikoli Co., Ltd.）は、日本の出版社である。
1980年にパズル通信ニコリを出版し、他のパズル関係の出版物やパズルの制作も手がける。パズルの種類の総称としての「ペンシルパズル」や、数独などのパズルの名称について商標登録している。
パズル通信ニコリに登場する馬のキャラクターの名前にも使用されている。

## 概要
ニコリの名称はパズル通信ニコリと同じく、1980年のアイリッシュ2000ギニーを制し、同年のアイリッシュダービーの出走馬「ニコリ」からきている。
1983年に会社を設立するまでは、魔法塵の名でパズル通信ニコリを発行していた。

## 主な出版物

### 現在定期的・断続的に発行されている主な出版物
- パズル通信ニコリ（1980年～）
- ペンシルパズル本（1986年～2014年）
  - 1999年12月以降は在庫を全巻常備しなくなり、この頃から現在まで在庫切れのものも存在する。
- パズル・ザ・ジャイアント（1992年～）
- パズルBOX（2000年～）
- 激辛数独（2004年～）
- ザ・点つなぎ（2005年～）
- 数独通信（2006年～）
- ニコリのペンパ（2010年～）
- フレッシュ（2011年～）
- とびっきり数独（2012年～）
- いろいろクロスワード（2013年～）
- まるごとパズル（2014年～）

### インターネット上のパズル出題サイト
- パズルジャパン（タイムインターメディアとの共同プロジェクト、2002年～2006年）
- nikoli.com（ニコリ単独での運営、2006年～）

### かつて定期発行されていた出版物
- N.G.（ニコリの合体本）
- クロスビー（クロスワード専門誌・1983年-1992年）
- 数独ブック（ペンシルパズル本シリーズから1年間独立・2001年）

### 出版物の流通
一般の出版物と違い、ニコリの出版物は大部分が取次を経由せず直接取引のみとなっている。そのため、常に入荷する書店（書店の他に、おもちゃ屋などの場合もあり、また出張馬房と総称される）は限られている。また、ニコリの出版物を入荷しない書店でも、地方・小出版流通センターを経由して注文し、取り寄せることが可能である。
一般的な出版社と同様、定期刊行物の定期購読が可能である。

## 波書房
1990年以降、一般の流通販路を持つ波書房と提携・子会社化し、現在ニコリが発行しているパズル通信ニコリ別冊と似たコンセプトの出版物を多数刊行していた。
2003年8月25日発行のニコリ編著「ハード数独14」以降は出版物の刊行を行っていない。

## パズル製作集団
ニコリは自社でパズルの雑誌を出版するだけではなく、他の新聞・雑誌等に問題を提供している。
同社のクロスワードの多くは、特殊な知識を要求しない・時事的な要素をなるべく使用しないなどの特徴があり、多くの人が解けるように作られている。
クロスワード以外のパズルは、ルール説明が必要な反面、言葉の知識等がなくても論理的に解けるものが多く、これらは日本のみならず海外でも紹介されている。特に2005年からガーディアン紙に提供を始めた『数独』は、"Sudoku"の名前で世界中でブームとなった。